# Žižna daljina
Žižna daljina, fokalna daljina, žarišna duljina ili žižna udaljenost (oznaka f) je udaljenost između središta leće i žiže, zavisi od oblika sočiva i o materije od koje je sočivo napravljeno:
{\displaystyle f={\frac {1}{{\frac {n_{2}-n_{1}}{n_{1}}}\cdot ({\frac {1}{r_{1}}}+{\frac {1}{r_{2}}})}}}
gde su  i  poluprečnici zakrivljenosti sočiva (negativni ako je površina sočiva konkavna, beskonačni ako je površina sočiva ravna),  indeks prelamanja optičkog sredstva u kojem se leća nalazi,  indeks prelamanja optičkog sredstva od kojeg je sočivo načinjeno. Žižna daljina sabirnih (konvergentnih) sočiva je pozitivna, a žižna udaljenost rastresnih (divergentnih) sočiva je negativna.
Za tanko sočivo u vazduhu glavna tačka optičkog sistema smeštena je približno u sredini sočiva, a za udubljeno ili ispupčeno ogledalo ova se tačka nalazi na njegovom temenu. Udaljenost do žiže određuje se u smeru zraka nakon loma ili refleksije pa je za sabirno sočivo i udubljeno ogledalo pozitivna, dok je za rastresno sočivo i ispupčeno ogledalo negativna.

## Žiža
Žiža ili fokus (oznaka F) u geometrijskoj optici je tačka kroz koju prolaze svi zraci svetlosti što padaju na neki optički sistem paralelno sa optičkom osom tog sistema. Pritom se kod sabirnih (konvergentnih) sistema zraci stvarno seku u žiži, dok se kod rastresnih (divergentnih) sistema zraci raspršuju a seku se samo njihovi produžeci u smeru suprotnom od smera širenja. Udaljenost od žiže do optičkog središta sistema naziva se žižna daljina ili fokalna daljina. Kod optičkog sočiva, odnosno sistema sočiva postoje uvek po dve žiže smeštene simetrično sa obe strane sočiva na optičkoj osi.

## Vrste optičkih sočiva
Optičko sočivo je providno staklo omeđeno sa dve zaobljene površine. Takva površina koja razdvaja dva medija različitog indeksa loma, na primer vazduha i stakla, zove se dioptrijska površina ili dioptar. Pravac koji spaja središta zakrivljenosti obe površine zove se optička osa sočiva. Sočivo koje je u sredini deblje nego na rubu zove se ispupčeno ili konveksno sočivo, a sočivo koja je u sredini tanje nego na rubu, zove se udubljeno ili konkavno sočivo.
Ispupčeno ili konveksno sočivo može biti bikonveksno kada su mu obe površine ispupčene, plankonveksno kada je jedna strana ravna, a druga ispupčena i konkavnokonveksno ako je jedna strana udubljena, a druga ispupčena. Udubljeno ili konkavno sočivo može biti bikonkavno ako su obe njegove površine udubljene, plankonkavno ako je jedna površina ravna, a druga udubljena, konveksnokonkavno kada je jedna strana ispupčena, a druga udubljena.
Zrak svetlosti koji prolazi kroz sočivo lomi se dva puta, to jest na prvoj i drugoj sfernoj površini. Zrak koji ide uzduž optičke ose sočiva prolazi kroz sočivo nelomljen, jer je srednji deo sočiva planparalelna ploča. Zraci Sunca ili bilo kojeg udaljenog izvora svetlosti skupiće se nakon loma kroz konveksno sočivo u jednoj tački iza sočiva koja se zove žiža ili fokus. Zbog toga se konveksno sočivo zove i sočivo sabirača. To se može potvrditi ako se sabirno sočivo okrene prema Suncu. Paralelni Sunčevi zraci sastaće se nakon loma u sočivu u žiži, pa se tu može na primer zapaliti šibica. Izlaze li zraci iz žiže sočiva oni će se lomiti tako da izlaze paralelno s optičkom osom.
Kod loma kroz konkavno sočivo paralelni zraci se rašire na sve strane kao da dolaze iz jedne tačke, žiže. Zato se konkavno sočivo zove i sočivo rasipača. Obrnuto, zraci koji su upereni prema stražnjoj žiži konkavnog sočiva izlaze nakon loma paralelno sa optičkom osom.
Način na koji sočivo lomi zrake svetlosti može se protumačiti tako da se uzme kao da je sočivo sastavljeno od malih prizama. Prizma lomi zrake svetlosti prema debljem kraju. Optičko središte sočiva je tačka koja se nalazi na osi sočiva, i to kod simetričnog bikonveksnog i bikonkavnog sočiva u središnjoj ravni, a kod plankonveksnog i plankonkavnog sočiva u temenu zakrivljene ploče. Dakle, središte sočiva je tačka unutar sočiva u kojoj se nijedan zrak ne lomi. Zrak svetlosti koja prolazi koso kroz optičko središte neće se otkloniti, jer je taj deo sočiva planparalelna ploča. Taj se zrak zove glavni zrak.
Simetrično bikonveksno i bikonkavno sočivo ima dve žiže koje leže simetrično s obzirom na optičko središte. Udaljenost f žiže (fokusa) od optičkog središta zove se žižna daljina. Žižna daljina zavisi od indeksa prelamanja materijala od koga je sočivo napravljeno, i od poluprečnika zakrivljenosti. Što je veći indeks prelamanja, a manji poluprečnik zakrivljenosti, to je manja žižna daljina.
Važno je svojstvo konveksnog sočiva da se snop zraka koji izlazi iz neke tačke sastaje nakon loma ponovo u jednoj tački. Pomakne li se svetla tačka po luku u drugu tačku i njena slika će se pomaknuti u drugu tačku.

## Literatura
- Hecht, Eugene (2002). Optics (4th изд.). Addison Wesley. стр. 168. ISBN 978-0805385663.
- Merriam-Webster's Medical Dictionary. Merriam-Webster. 1995. ISBN 978-0-87779-914-6.
- Brewster, D. (1852). „On an account of a rock-crystal lens and decomposed glass found in Niniveh”. Die Fortschritte der Physik. Deutsche Physikalische Gesellschaft.
- Tilton, Buck (2005). The Complete Book of Fire: Building Campfires for Warmth, Light, Cooking, and Survival. Menasha Ridge Press. ISBN 978-0-89732-633-9.
- Glick, Thomas F.; Livesey, Steven John; Faith Wallis (2005). Medieval science, technology, and medicine: an encyclopedia. Routledge. стр. 167. ISBN 978-0-415-96930-7.
- King, Henry C. (2003). The History of the Telescope. Courier Dover Publications. стр. 1. ISBN 978-0-486-43265-6. Приступљено 6. 6. 2012.
- Agutter, Paul S.; Wheatley, Denys N. (2008). Thinking about Life: The History and Philosophy of Biology and Other Sciences. Springer. стр. 17. ISBN 978-1-4020-8865-0. Приступљено 6. 6. 2012.
- Ilardi, Vincent (2007). Renaissance Vision from Spectacles to Telescopes. American Philosophical Society. ISBN 978-0-87169-259-7.
- Watson, Fred (2007). Stargazer: The Life and Times of the Telescope. Allen & Unwin. стр. 55. ISBN 978-1-74175-383-7. Приступљено 6. 6. 2012.
- Hecht, Eugene (1987). Optics (2nd изд.). Addison Wesley. ISBN 978-0-201-11609-0. Chapters 5 & 6.
- Hecht, Eugene (2002). Optics (4th изд.). Addison Wesley. ISBN 978-0-321-18878-6.
- Greivenkamp, John E. (2004). Field Guide to Geometrical Optics. SPIE Field Guides vol. FG01. SPIE. ISBN 978-0-8194-5294-8.
- Ptolemy (1996).  A. Mark Smith, ур. Ptolemy's theory of visual perception: an English translation of the Optics with introduction and commentary. DIANE Publishing. ISBN 978-0-87169-862-9.
- Euclid (1999).  Kheirandish, Elaheh, ур. Arapska verzija Euklidove optike = Kitāb Uqlīdis fī ikhtilāf al-manāẓir. "Springer", New York. ISBN 978-0-387-98523-7.
- Uttal, William R. (1983). Visual Form Detection in 3-Dimensional Space. Psychology Press. стр. 25. ISBN 978-0-89859-289-4.
- Heath, T. L. (2003). A manual of greek mathematics. Courier Dover Publications. стр. 181—182. ISBN 978-0-486-43231-1.
- Hoad, T. F. (1996). The Concise Oxford Dictionary of English Etymology. ISBN 978-0-19-283098-2.
- M. Born; E.Wolf (1999). Principles of Optics (7th ed.). Pergamon Press.
- Howard, Ian P.; Rogers, Brian J. (1995). Binocular Vision and Stereopsis. Oxford University Press. стр. 7. ISBN 978-0-19-508476-4.
- Hatfield, G. (1996). „Was the Scientific Revolution Really a Revolution in Science?”.  Ур.: F. J. Ragep; P. Sally; S. J. Livesey. Tradition, Transmission, Transformation: Proceedings of Two Conferences on Pre-modern Science held at the University of Oklahoma. Brill Publishers. стр. 500. ISBN 978-90-04-10119-7.
- Hogendijk, Jan P.; Sabra, Abdelhamid I., ур. (2003). The Enterprise of Science in Islam: New Perspectives. Štamparija MIT-a. стр. 85–118. ISBN 978-0-262-19482-2. OCLC 50252039.
- R. A. Serway; J. W. Jewett (2004). Physics for Scientists and Engineers (6th ed.). Brooks/Cole. ISBN 978-0-534-40842-8.
- Tipler, P. (2004). Physics for Scientists and Engineers: Electricity, Magnetism, Light, and Elementary Modern Physics (5th ed.). W. H. Freeman. ISBN 978-0-7167-0810-0.
- Lipson, S. G. (1995). Optical Physics (3rd ed.). Cambridge University Press. ISBN 978-0-521-43631-1.
- Fowles, Grant R. (1989). Introduction to Modern Optics. Dover Publications. ISBN 978-0-486-65957-2.
- Robert Alfred Herman (1900) A Treatise on Geometrical optics from Archive.org.
- "The Light of the Eyes and the Enlightened Landscape of Vision" is a manuscript, in Arabic, about geometrical optics, dating from the 16th century.
- Theory of Systems of Rays – W.R. Hamilton in Transactions of the Royal Irish Academy, Vol. XV, 1828.
- Thomas, C. „Monoyer, Ferdinand”. La médecine à Nancy depuis 1872 (на језику: француски). Приступљено 2011-04-26.
- Colenbrander, August. „Measuring Vision and Vision Loss” (PDF). Smith-Kettlewell Institute. Архивирано из оригинала (PDF) 2014-12-04. г. Приступљено 2009-07-10.
- Greivenkamp, John E (2004). Field Guide to Geometrical Optics. SPIE Field Guides vol. FG01. Bellingham, Wash: SPIE. ISBN 978-0-8194-5294-8. OCLC 53896720.
- Hecht, Eugene; Alfred, Zając (1987). Optics (2nd изд.). Reading, Mass: Addison–Wesley. ISBN 978-0-201-11609-0. OCLC 13761389.

## Spoljašnje veze
- Article on Ancient Egyptian lenses
- FDTD Animation of Electromagnetic Propagation through Convex Lens (on- and off-axis) Видео на веб-сајту
- Henker, Otto (1911). „Lens”.  (на језику: енглески). 16 (11 изд.). стр. 421—427. (with 21 diagrams)